# 아라카와 에리코
아라카와 에리코(일본어: 荒川 恵理子, 1979년 10월 30일 ~ )는 일본의 여자 축구 선수이다.

## 국가대표팀 경력
그녀는 2000년 6월 10일 캐나다과의 경기에서 일본 국가대표팀에 데뷔했다. 2006년 아시안 게임 동메달 획득, 2008년 동아시아 축구 선수권 대회 우승. 2번의 FIFA 여자 월드컵, 2번의 하계 올림픽에도 출전했다. 2008년 하계 올림픽 4강에 기여. 그녀는 2011년까지 국제 A매치 72경기에 출전하여 20득점을 넣었다.

## 통계
| 일본 | 일본 | 일본 |
| 연도 | 출전 | 득점 |
| ---- | ---- | ---- |
| 2000 | 2    | 0    |
| 2001 | 0    | 0    |
| 2002 | 0    | 0    |
| 2003 | 13   | 5    |
| 2004 | 10   | 5    |
| 2005 | 0    | 0    |
| 2006 | 14   | 3    |
| 2007 | 15   | 4    |
| 2008 | 14   | 3    |
| 2009 | 1    | 0    |
| 2010 | 0    | 0    |
| 2011 | 3    | 0    |
| 통산 | 72   | 20   |